# Humboldt/Gremberg
Humboldt/Gremberg, Köln-Humboldt/Gremberg — dzielnica miasta Kolonia w Niemczech, w okręgu administracyjnym Kalk, w kraju związkowym Nadrenia Północna-Westfalia, na prawym brzegu Renu.